# آمريت راي
آمريت راي (بالإنجليزية: Amrit Rai)‏ (و. 1921 – 1996 م) هو كاتب، وكاتب سير من الهند.
توفي عن عمر يناهز 75 عاماً.

## جوائز
حصل على جوائز منها:
- جائزة أكاديمية شايتا [الإنجليزية]‏.